# Girardinus falcatus
Girardinus falcatus är en fiskart som först beskrevs av Eigenmann, 1903.  Girardinus falcatus ingår i släktet Girardinus och familjen Poeciliidae. Inga underarter finns listade i Catalogue of Life.